# Rallye des 1000 lacs 1980
Le Rallye des 1000 lacs 1980 (30 Jyväskylän Suurajot), disputé du 29 au 31 août 1980, est la quatre-vingt-deuxième manche du championnat du monde des rallyes (WRC) courue depuis 1973, et la septième manche du championnat du monde des conducteurs de rallyes 1980. L'épreuve est également la trente-quatrième manche du championnat d'Europe des rallyes, mais, pour la première fois depuis 1973, a été évincée du championnat du monde des marques.

## Contexte avant la course

### Le championnat du monde
Ayant succédé en 1973 au championnat international des marques (en vigueur de 1970 à 1972), le championnat du monde des rallyes se dispute sur une douzaine de manches, dont les plus célèbres épreuves routières internationales, telles le Rallye Monte-Carlo, le Safari ou le RAC Rally. Parallèlement au championnat des constructeurs, la Commission Sportive Internationale (CSI) a depuis 1979 créé un véritable championnat des pilotes qui fait suite à la controversée Coupe des conducteurs instaurée en 1977, dont le calendrier incluait des épreuves de second plan. Pour la saison 1980, la CSI a exclu les manches suédoise et finlandaise du championnat constructeurs, ces deux épreuves comptant uniquement pour le classement des pilotes. Huit des douze manches du calendrier se disputent en Europe, deux en Afrique, une en Amérique du Sud et une en Océanie. Elles sont réservées aux voitures des catégories suivantes :
- Groupe 1 : voitures de tourisme de série
- Groupe 2 : voitures de tourisme spéciales
- Groupe 3 : voitures de grand tourisme de série
- Groupe 4 : voitures de grand tourisme spéciales

Champion du monde en titre, Björn Waldegård ne dispose pas cette saison d'un programme complet, la mise en sommeil des activités en rallye de Ford le privant de volant officiel dans les épreuves non disputées par Mercedes-Benz, le constructeur allemand se concentrant sur les rallyes sur pistes. La première demi-saison a été favorable à Walter Röhrl, le pilote allemand dominant nettement le championnat après avoir mené sa Fiat 131 Abarth à la victoire au Rallye Monte-Carlo, au Portugal et en Argentine.

### L'épreuve

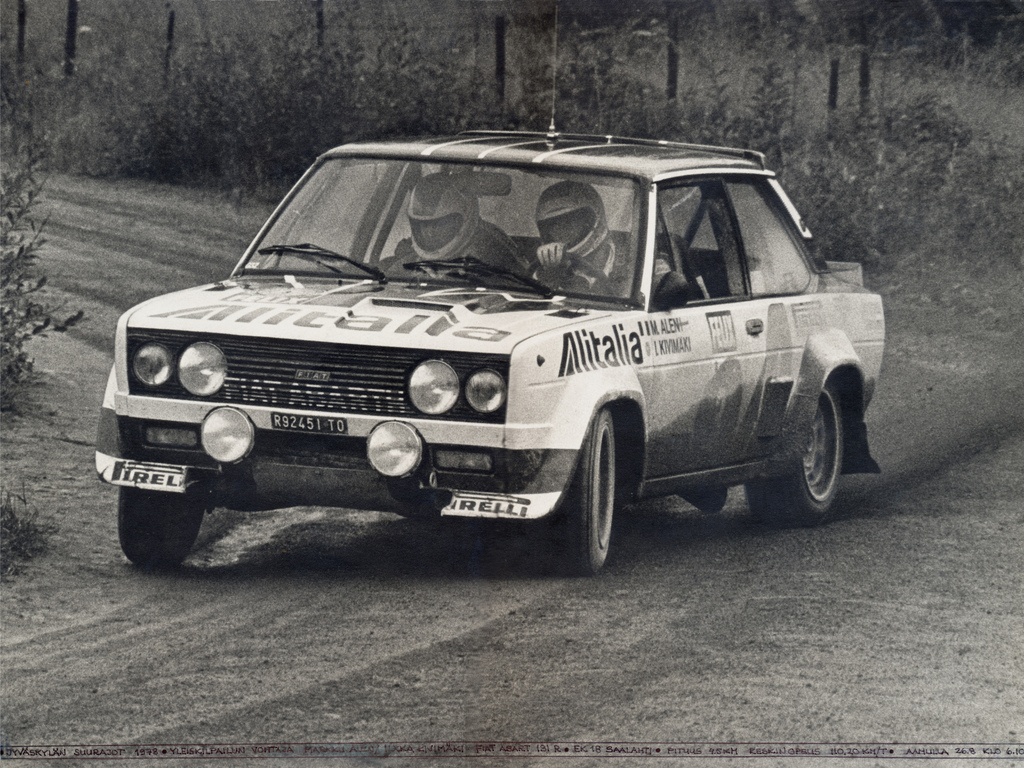
Le rallye des 1000 lacs est l'un des plus rapides du championnat. Parmi les favoris, Markku Alén et la Fiat 131 Abarth qui filent ici vers leur seconde victoire, en 1978.

Disputé pour la première fois en 1951, le rallye des 1000 lacs (« Jyväkylän Suurajot » en finlandais) est traditionnellement organisé en Finlande centrale. Son parcours très rapide, jalonné de nombreuses bosses, rend l'épreuve très spectaculaires, les voitures lancées à près de 200 km/h effectuant des sauts impressionnants. Sur leur terrain, les pilotes finlandais se révèlent pratiquement imbattables, battus à seulement trois reprises par leurs voisins suédois. S'étant imposé à cinq reprises entre 1968 et 1975, Hannu Mikkola y détient le record de victoires.

## Le parcours
- départ : 29 août 1980 de Jyväskylä
- arrivée : 31 août 1980 à Jyväskylä

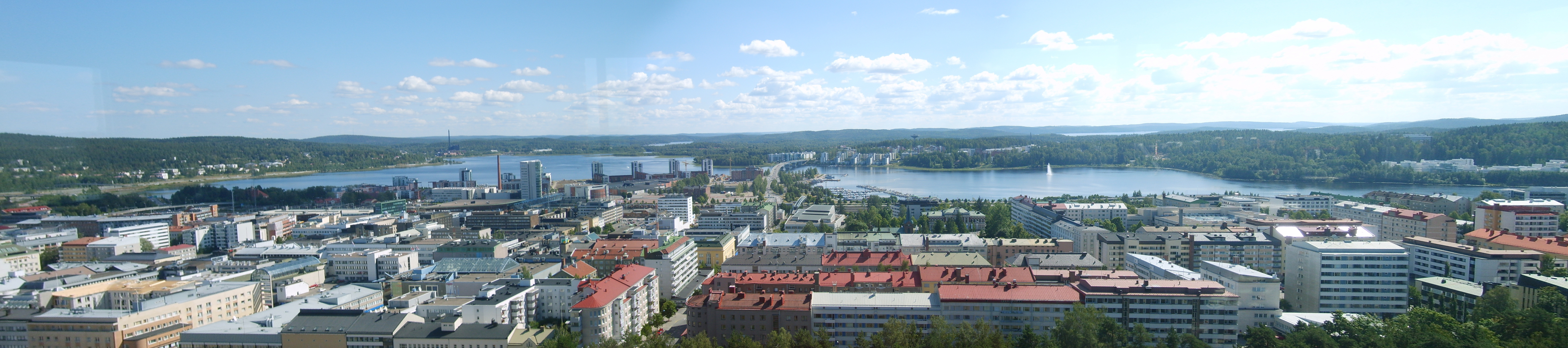
Jyväskylä, siège du rallye des 1000 lacs.

- distance : 1 412 km dont 472,2 km sur 47 épreuves spéciales (48 épreuves initialement prévues, pour un total de 480 km)
- surface : majoritairement terre
- Parcours divisé en deux étapes[3]

### Première étape
- Jyväskylä - Jyväskylä, du 29 au 30 août
- 21 épreuves spéciales, 199 km

### Deuxième étape
- Jyväskylä - Jyväskylä, du 30 au 31 août
- 26 épreuves spéciales, 273,2 km (27 épreuves initialement prévues, pour un total de 281 km)

## Les forces en présence
- Fiat

La manche finlandaise ne comptant pas pour le championnat des marques, le constructeur turinois n'a engagé qu'une seule voiture. Markku Alén dispose de la 131 Abarth groupe 4 utilisée par Björn Waldegård lors du dernier Rallye de Suède. Reconditionnée par l'importateur local Autonovo, elle dispose d'un moteur deux litres seize soupapes à injection Kugelfischer développant 238 chevaux à 8000 tr/min, pour un poids d'environ une tonne. Autonovo a également préparé la Fiat Ritmo Abarth groupe 2 d'Antero Laine, dans le cadre du championnat national. Les Fiat utilisent des pneus Pirelli. 
- Ford

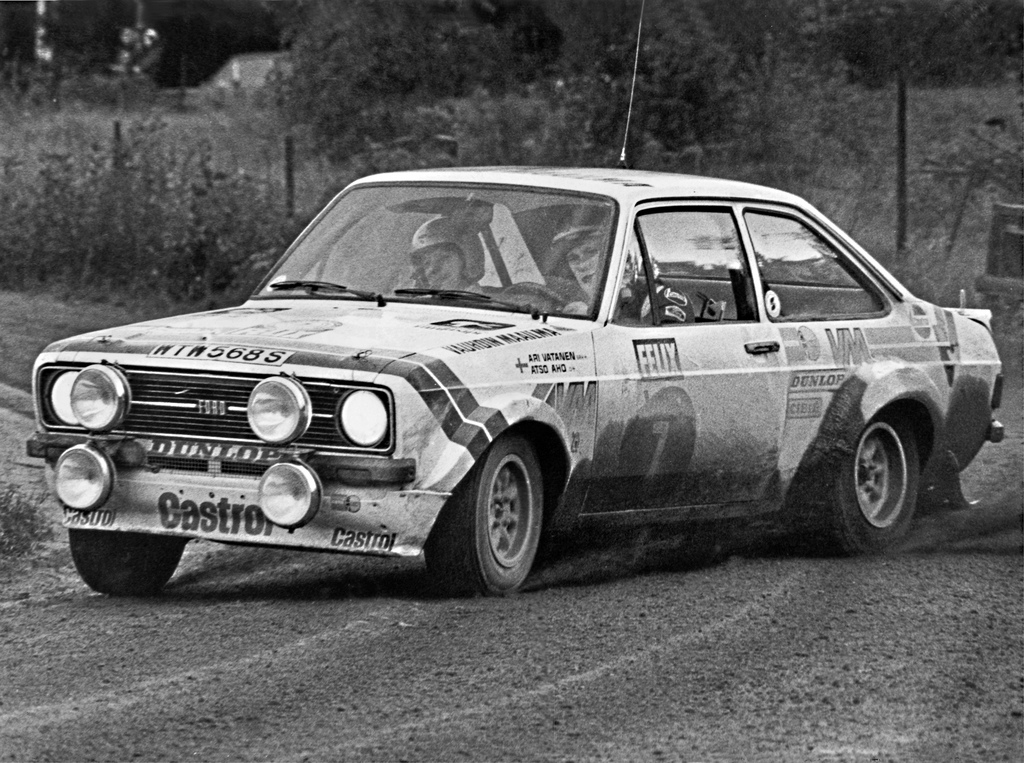
Ari Vatanen et sa Ford Escort (ici en 1978), principal adversaire d'Alén aux 1000 lacs.

L'équipe Rothmans aligne une Escort RS1800 groupe 4 pour Ari Vatanen. Préparée chez David Sutton, cette voiture de 1000 kg est équipée d'un moteur deux litres alimenté par carburateurs, mis au point par Brian Hart. Sa puissance est de 255 chevaux à 8000 tr/min. Elle dispose de pneus Dunlop. Engagé à titre privé, Lasse Lampi conduit un modèle identique. La marque est également très présente en groupe 1, la version RS2000 de l'Escort étant favorite dans cette catégorie, avec notamment Mikael Sundström, Pekka Vilpponen ou Jaakko Markula.
- Datsun

L'importateur finlandais de la marque japonaise a engagé une berline 160J groupe 2 (environ une tonne, moteur quatre cylindres de deux litres de cylindrée à simple arbre à cames, 190 chevaux à 7400 tr/min), confiée à Timo Salonen. Erkki Pitkanen et Peter Geitel disposent de voitures identiques, au sein de structures privées. Tout comme les Ford, les Datsun sont équipées de pneumatiques Dunlop.
- Opel

L'Euro Händler Team a engagé un seul équipage pour cette épreuve, Anders Kulläng disposant de son Ascona 400 groupe 4 habituelle. Chaussée de pneus Michelin, cette voiture de 1100 kg est motorisée par un quatre cylindres de 2420 cm3 mis au point chez Cosworth, d'une puissance de l'ordre de 240 chevaux à 7000 tr/min. Opel Suède a préparé une voiture identique pour Björn Johansson.
- Talbot

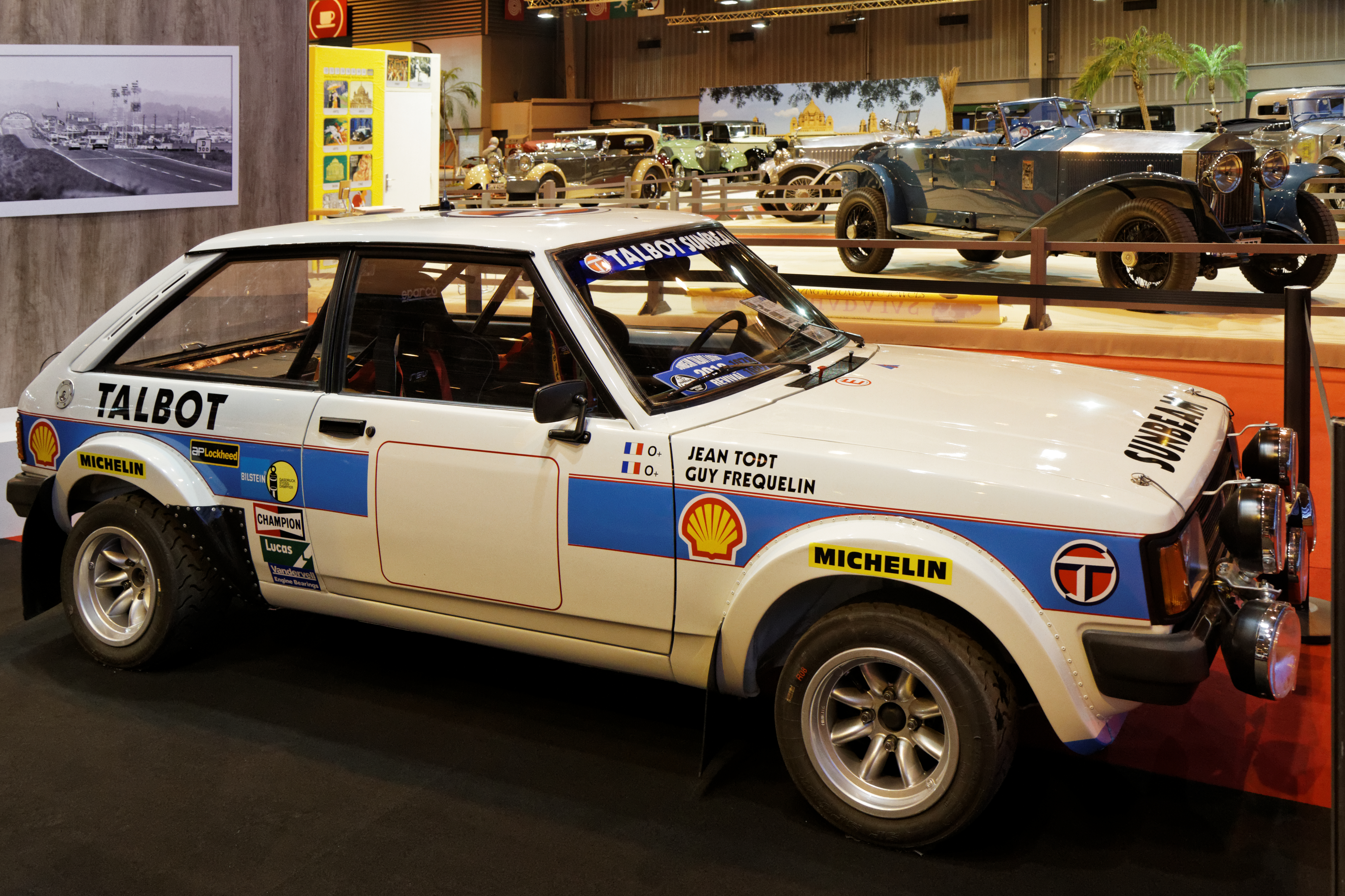
La Talbot Lotus groupe 2, aussi performante que les meilleures 'groupe 4'.

L'espoir finlandais Henri Toivonen dispose de sa Sunbeam Lotus groupe 2 officielle, une voiture aux performances voisines de celles du groupe 4 grâce à leur moteur quatre cylindres seize soupapes de 2217 cm3 alimenté par deux carburateurs double-corps fournissant plus de 230 chevaux. Heikki Enomaa court à titre privé sur un modèle identique. La marque fait confiance aux pneus Michelin.
- Toyota

Le quintuple vainqueur Hannu Mikkola effectue un retour au sein du Toyota Team Europe, au volant d'un coupé Celica groupe 4 (1000 kg, moteur quatre cylindres deux litres à seize soupapes, 220 chevaux, pneus Pirelli). Il a pour coéquipier son compatriote Tapio Rainio.
- Triumph

Sous la houlette de John Davenport, la marque britannique a préparé deux Triumph TR7 V8 groupe 4, une pour Per Eklund, pilote d'usine, la seconde pour Timo Mäkinen, le vétéran finlandais courant au sein de sa propre équipe. Ces coupés pèsent environ 1150 kg, leur moteur V8 de 3500 cm3 alimenté par quatre carburateurs double corps développant 290 chevaux. Les Triumph utilisent des pneus Dunlop.
- Vauxhall

Le Dealer Team Vauxhall effectue son retour en championnat du monde, avec une Chevette HSR groupe 4 confiée son pilote habituel Pentti Airikkala. Assez compacte, la Chevette pèse environ une tonne et est équipée d'un moteur quatre cylindres de 2300 cm3 à double arbre à cames en tête développant 235 chevaux à 7400 tr/min. Airikkala utilise pour la première fois des pneus Michelin sur cette voiture.
- Lada

Ancien vainqueur de l'épreuve, Kyösti Hämäläinena troqué son habituelle Ford Escort contre une modeste Lada 1300 groupe 2, engagée par l'importateur local de la marque soviétique. Il a pour coéquipiers Stasys Brundza et Kastytis Girdauskas, pilotes officiels VAZ, sur des 21011, modèles identiques désignés ainsi en URSS.

## Déroulement de la course

### Première étape
Les 124 équipages s’élancent de Jyväskylä le vendredi sur un sol détrempé, la pluie étant tombée une bonne partie de la nuit. Déjà malchanceux l'année passée, Pentti Airikkala est cette fois le premier à abandonner, piston crevé sur sa Vauxhall Chevette dès l'épreuve d'ouverture ! Vainqueur des deux éditions précédentes, Markku Alén se montre d'emblée le plus rapide, le champion finlandais sera invaincu au cours de la première demi-étape, réalisant dix meilleurs temps d'affilée au volant de sa Fiat 131 Abarth. Après cent kilomètres de secteurs chronométrés, il s'est acquis une avance de près d'une minute sur la Ford Escort de son compatriote Ari Vatanen, légèrement handicapé par des problèmes de mauvaise arrivée d'essence. Le duel entre les deux hommes a été arbitré en début d'épreuve par Anders Kulläng, mais le pilote Opel a perdu la seconde place à cause d'un tête-à-queue dans le secteur d'Ouninpohja. Pénalisé d'une minute pour avoir volé le départ dans la première épreuve spéciale, Henri Toivonen a effectué une superbe remontée au volant de sa Talbot ; dominant nettement le groupe 2, il est remonté à la quatrième place après avoir débordé Kulläng, et est revenu à moins de trente secondes de la Toyota d'Hannu Mikkola, troisième. Le jeune Finlandais va cependant perdre le bénéfice de son beau début de course, car dès le secteur suivant il sort de la route et effectue une impressionnante série de tonneaux. Si l'équipage est indemne, la voiture est totalement hors d'usage. Sur une Ford Escort dont les petits problèmes de carburation ont été enfin résolus, Vatanen donne la réplique à Alén et parvient à le devancer à deux reprises, avant que le pilote Fiat ne hausse à nouveau le rythme dans les secteurs suivants. Les spéciales nocturnes n'apportent pas de changement significatif au classement, et Alén va achever cette première étape avec une avance sur Vatanen supérieure à la minute. Mikkola est à plus de trois minutes du pilote Fiat, Kulläng à plus de quatre. Bien que retardé par des problèmes de boîte de vitesses en fin de parcours, Per Eklund effectue une belle prestation au volant de la lourde Triumph TR7 et occupe la cinquième place juste devant l'Opel Ascona de son compatriote Björn Johansson. Sur l'autre Triumph, Timo Mäkinen avait effectué un début de course prometteur avant d'être retardé par des problèmes de carburation qui l'ont relégué en quatorzième position. Après l'abandon de Toivonen, c'est Timo Salonen qui a pris la relève en groupe 2 au volant de sa Datsun devant la Fiat Ritmo d'Antero Laine, les deux Finlandais terminant l'étape aux septième et neuvième places, encadrant la Ford Escort de Lasse Lampi.
| Pos. | Pilote            | Copilote          | Voiture               | Groupe | Temps           | Écart         |
| ---- | ----------------- | ----------------- | --------------------- | ------ | --------------- | ------------- |
| 1    | Markku Alén       | Ilkka Kivimäki    | Fiat 131 Abarth       | 4      | 1 h 50 min 17 s |               |
| 2    | Ari Vatanen       | David Richards    | Ford Escort RS1800    | 4      | 1 h 51 min 30 s | + 1 min 13 s  |
| 3    | Hannu Mikkola     | Arne Hertz        | Toyota Celica 2000 GT | 4      | 1 h 53 min 37 s | + 3 min 20 s  |
| 4    | Anders Kulläng    | Bruno Berglund    | Opel Ascona 400       | 4      | 1 h 54 min 24 s | + 4 min 07 s  |
| 5    | Per Eklund        | Hans Sylvan       | Triumph TR7 V8        | 4      | 1 h 55 min 33 s | + 5 min 16 s  |
| 6    | Björn Johansson   | Ragnar Spjuth     | Opel Ascona 400       | 4      | 1 h 56 min 03 s | + 5 min 46 s  |
| 7    | Timo Salonen      | Seppo Harjanne    | Datsun 160J PA10      | 2      | 1 h 56 min 57 s | + 6 min 40 s  |
| 8    | Lasse Lampi       | Pentti Kuukkala   | Ford Escort RS1800    | 4      | 1 h 57 min 08 s | + 6 min 51 s  |
| 9    | Antero Laine      | Jaakko Markkula   | Fiat Ritmo Abarth     | 2      | 1 h 59 min 20 s | + 9 min 03 s  |
| 10   | Erkki Pitkänen    | Roman Fehrmann    | Datsun 160J PA10      | 2      | 2 h 01 min 29 s | + 11 min 12 s |
| 11   | Pekka Vilpponen   | Heikki Palmuaro   | Ford Escort RS2000    | 1      | 2 h 02 min 00 s | + 11 min 43 s |
| 12   | Heikki Enomaa     | Jyrki Ahava       | Talbot Sunbeam Lotus  | 2      | 2 h 02 min 28 s | + 12 min 11 s |
| 13   | Kyösti Hämäläinen | Lionel Hennebel   | Lada 1300 Rallye      | 2      | 2 h 03 min 32 s | + 13 min 15 s |
| 14   | Timo Mäkinen      | Erkki Salonen     | Triumph TR7 V8        | 4      | 2 h 03 min 48 s | + 13 min 31 s |
| 15   | Jean-Paul Luc     | Bruno Charbonnier | Citroën CX 2400       | 2      | 2 h 03 min 49 s | + 13 min 32 s |
| 16   | Tapio Rainio      | Erkki Nyman       | Toyota Celica 2000 GT | 4      | 2 h 04 min 08 s | + 13 min 51 s |

### Deuxième étape
Les quatre-vingt-douze équipages rescapés repartent de Jyväskylä dans la journée du samedi. Si Alén semble contrôler la course, Vatanen ne baisse pas les bras, mais doit cependant composer avec un moteur chauffant quelque peu. Avant d'aborder la relativement longue spéciale de Myhinpaa, l'écart entre les deux adversaires a à peine augmenté. Respectivement troisième et quatrième, Mikkola et Kulläng sont également en pleine bagarre, alors séparés d'une trentaine de secondes. Mikkola ne va cependant défendre ses chances plus longtemps : juste après le départ de ce secteur de près de vingt kilomètres, l'arbre de transmission de la Toyota casse, c'est l'abandon. Kulläng devient alors troisième, mais n'ira guère plus loin, un pneu éclaté en ligne droite, à environ 170 km/h, provoquant un brutal déport de son Opel ; en perdition, la voiture va effectuer un vol plané avant de retomber lourdement sur ses roues, hors d'état de poursuivre sa course. Eklund accède ainsi à la troisième place, devant Johansson, les deux pilotes suédois comptant toutefois plus de cinq minutes de retard sur les deux hommes de tête.
Vatanen continue à attaquer et parvient à grappiller quelques secondes mais dans le secteur de Muittari (le plus long du rallye, avec trente-deux kilomètres) Alén effectue un temps canon et se montre seize secondes plus rapide que son rival. Avec désormais près d'une minute et demie de marge, il prend une sérieuse option sur la victoire. Effectivement, malgré un baroud d'honneur de Vatanen qui va remporter les huit dernières épreuves spéciales, Alén remporte pour la quatrième fois son rallye national, Vatanen échouant une nouvelle fois à la seconde place. Eklund est parvenu à se maintenir troisième devant l'Opel de Johansson, ce dernier préservant de justesse sa quatrième place devant Lampi, bien revenu. Sixième, Salonen s'impose comme l'année précédente en groupe 2. Auteur d'une course méritoire au volant de sa Citroën CX, le pilote français Jean-Paul Luc était en passe de terminer à la dixième place, premier des pilotes non nordiques, quand un bris de cardan dû à une crevaison, dans les cinq cents derniers mètres de l'ultime épreuve spéciale, le contraignit à l'abandon. Egalement très malchanceux, Pekka Vilpponen, qui dominait le groupe 1 au volant de sa Ford Escort, a abandonné à quelques encablures de l'arrivée, abandonnant la victoire de groupe à son coéquipier Jaakko Markula.

### Classements intermédiaires
Classements intermédiaires des pilotes après chaque épreuve spéciale

### Classement général

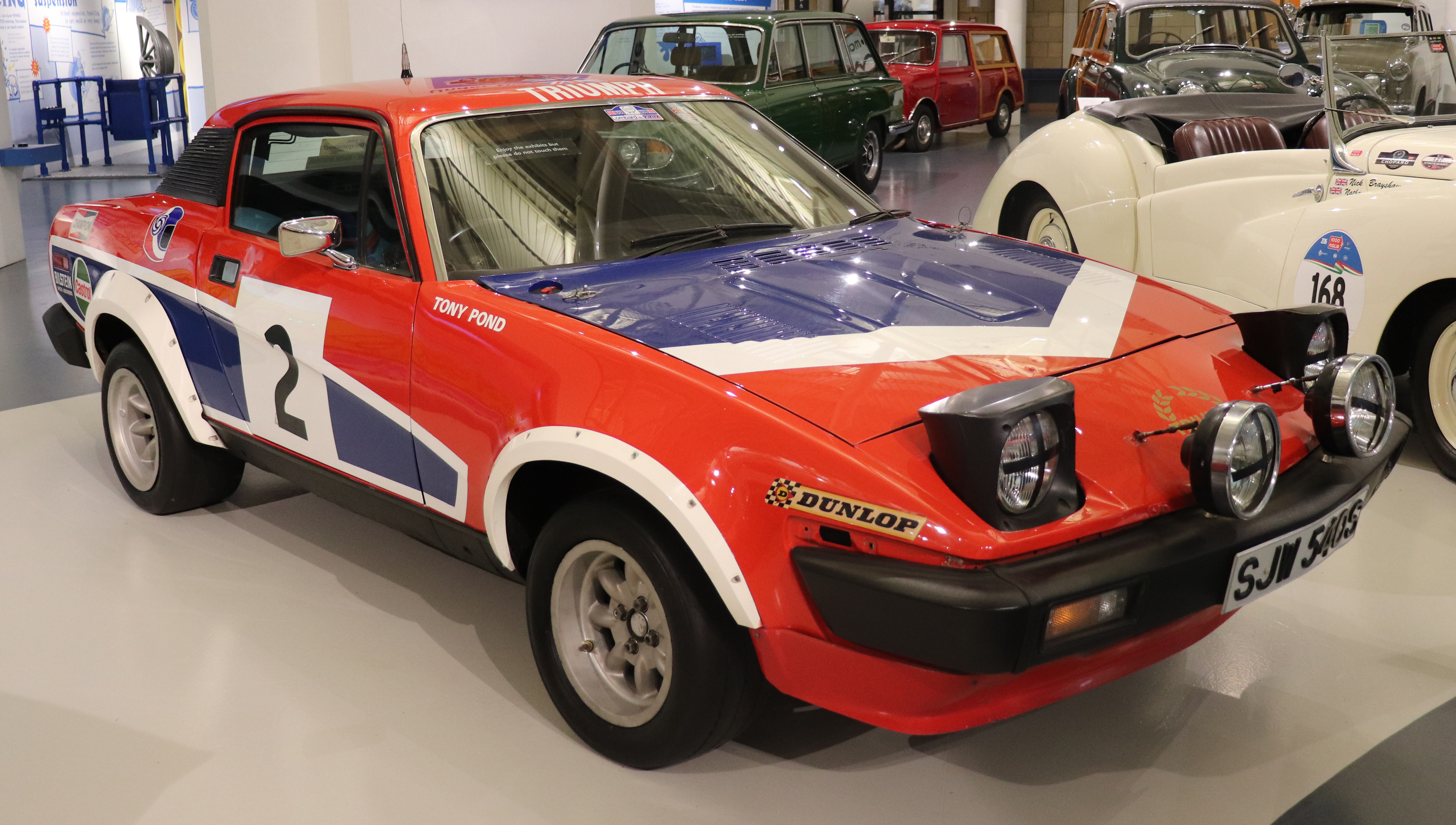
Grâce à Per Eklund, troisième, la Triumph TR7 obtient son meilleur résultat en championnat du monde.

| Pos | No | Pilote          | Copilote        | Voiture               | Temps           | Écart         | Groupe |
| --- | -- | --------------- | --------------- | --------------------- | --------------- | ------------- | ------ |
| 1   | 1  | Markku Alén     | Ilkka Kivimäki  | Fiat 131 Abarth       | 4 h 24 min 11 s |               | 4      |
| 2   | 3  | Ari Vatanen     | David Richards  | Ford Escort RS1800    | 4 h 25 min 07 s | + 56 s        | 4      |
| 3   | 15 | Per Eklund      | Hans Sylvan     | Triumph TR7 V8        | 4 h 35 min 25 s | + 11 min 14 s | 4      |
| 4   | 14 | Björn Johansson | Ragnar Spjuth   | Opel Ascona 400       | 4 h 36 min 43 s | + 12 min 32 s | 4      |
| 5   | 13 | Lasse Lampi     | Pentti Kuukkala | Ford Escort RS1800    | 4 h 37 min 02 s | + 12 min 51 s | 4      |
| 6   | 6  | Timo Salonen    | Seppo Harjanne  | Datsun 160J PA10      | 4 h 39 min 00 s | + 14 min 49 s | 2      |
| 7   | 21 | Tapio Rainio    | Erkki Nyman     | Toyota Celica 2000 GT | 4 h 44 min 23 s | + 20 min 12 s | 4      |
| 8   | 23 | Erkki Pitkänen  | Roman Fehrmann  | Datsun 160J PA10      | 4 h 47 min 43 s | + 23 min 32 s | 2      |
| 9   | 38 | Heikki Enomaa   | Jyrki Ahava     | Talbot Sunbeam Lotus  | 4 h 50 min 22 s | + 26 min 11 s | 2      |
| 10  | 27 | Peter Geitel    | Rolf Mesterton  | Datsun 160J PA10      | 4 h 57 min 59 s | + 33 min 48 s | 2      |

### Hommes de tête
- ES1 à ES48 :  Markku Alén -  Ilkka Kivimäki (Fiat 131 Abarth)

### Vainqueurs d'épreuves spéciales
- Markku Alén -  Ilkka Kivimäki (Fiat 131 Abarth) : 26 spéciales (ES 1 à 10, 13 à 16, 18, 19, 22, 25 à 27, 32, 34, 35, 39, 40, 48)
- Ari Vatanen -  David Richards (Ford Escort RS1800) : 25 spéciales (ES 11, 12, 15, 17, 20, 21, 23, 24, 27 à 33, 36, 38, 41 à 48)
- Anders Kulläng -  Bruno Berglund (Opel Ascona 400) : 1 spéciale (ES 3)
- Per Eklund -  Hans Sylvan (Triumph TR7 V8) : 1 spéciale (ES 22)

## Résultats des principaux engagés
| No | Pilote              | Copilote           | Voiture                    | Groupe | Classement général                               | Class. groupe |
| -- | ------------------- | ------------------ | -------------------------- | ------ | ------------------------------------------------ | ------------- |
| 1  | Markku Alén         | Ilkka Kivimäki     | Fiat 131 Abarth            | 4      | 1er                                              | 1er           |
| 2  | Hannu Mikkola       | Arne Hertz         | Toyota Celica 2000 GT      | 4      | ab. dans la 31e spéciale (arbre de transmission) | -             |
| 3  | Ari Vatanen         | David Richards     | Ford Escort RS1800         | 4      | 2e à 56 s                                        | 2e            |
| 4  | Anders Kulläng      | Bruno Berglund     | Opel Ascona 400            | 4      | ab. dans la 31e spéciale (roue cassée)           | -             |
| 5  | Pentti Airikkala    | Risto Virtanen     | Vauxhall Chevette 2300 HSR | 4      | ab. dans la 1re spéciale (piston crevé)          | -             |
| 6  | Timo Salonen        | Seppo Harjanne     | Datsun 160J PA10           | 2      | 6e à 14 min 49 s                                 | 1er           |
| 7  | Kyösti Hämäläinen   | Lionel Hennebel    | Lada 1300 Rallye           | 2      | 18e à 45 min 34 s                                | 9e            |
| 11 | Timo Mäkinen        | Erkki Salonen      | Triumph TR7 V8             | 4      | 22e à 53 min 28 s                                | 7e            |
| 12 | Henri Toivonen      | Antero Lindqvist   | Talbot Sunbeam Lotus       | 2      | ab. dans la 11e spéciale (sortie de route)       | -             |
| 13 | Lasse Lampi         | Pentti Kuukkala    | Ford Escort RS1800         | 4      | 5e à 12 min 51 s                                 | 5e            |
| 14 | Björn Johansson     | Ragnar Spjuth      | Opel Ascona 400            | 4      | 4e à 12 min 32 s                                 | 4e            |
| 15 | Per Eklund          | Hans Sylvan        | Triumph TR7 V8             | 4      | 3e à 11 min 14 s                                 | 3e            |
| 16 | Stasys Brundza      | Arvidas Girdauskas | Lada 21011                 | 2      | 16e à 43 min 37 s                                | 7e            |
| 17 | Georg Fischer       | Harald Gottlieb    | Talbot Sunbeam Lotus       | 2      | ab. dans la 7e spéciale (différentiel)           | -             |
| 21 | Tapio Rainio        | Erkki Nyman        | Toyota Celica 2000 GT      | 4      | 7e à 20 min 12 s                                 | 6e            |
| 22 | Antero Laine        | Jaakko Markkula    | Fiat Ritmo Abarth          | 2      | ab. dans la 44e spéciale (moteur)                | -             |
| 23 | Erkki Pitkänen      | Roman Fehrmann     | Datsun 160J PA10           | 2      | 8e à 23 min 32 s                                 | 2e            |
| 25 | Mikael Sundström    | Voitto Silander    | Ford Escort RS2000         | 1      | ab. dans la 15e spéciale (moteur)                | -             |
| 26 | Pekka Vilpponen     | Heikki Palmuaro    | Ford Escort RS2000         | 1      | ab. dans la 44e spéciale (perte d'une roue)      | -             |
| 27 | Peter Geitel        | Rolf Mesterton     | Datsun 160J PA10           | 2      | 10e à 33 min 48 s                                | 4e            |
| 34 | Jean-Paul Luc       | Bruno Charbonnier  | Citroën CX 2400            | 2      | ab. dans la 47e spéciale (suspension)            | -             |
| 38 | Heikki Enomaa       | Jyrki Ahava        | Talbot Sunbeam Lotus       | 2      | 9e à 26 min 11 s                                 | 3e            |
| 43 | Jaakko Markula      | Jorma Hakanen      | Ford Escort RS2000         | 1      | 11e à 34 min 24 s                                | 1er           |
| 51 | Kastytis Girdauskas | Mikhail Titov      | Lada 21011                 | 2      | 34e à 1 h 04 min 08 s                            | 15e           |

## Classements des championnats à l'issue de la course

### Classement provisoire du championnat du monde (pilotes)
- attribution des points : 20, 15, 12, 10, 8, 6, 4, 3, 2, 1 respectivement aux dix premiers de chaque épreuve.
- seuls les sept meilleurs résultats (sur douze épreuves) sont retenus pour le décompte final des points.

| Pos. | Pilote           | Marque                        | Points | M-C | SUE | POR | SAF | ACR | ARG | FIN | NZL | SAN | COR | RAC | BAN |
| ---- | ---------------- | ----------------------------- | ------ | --- | --- | --- | --- | --- | --- | --- | --- | --- | --- | --- | --- |
| 1    | Walter Röhrl     | Fiat                          | 68     | 20  | -   | 20  | -   | 8   | 20  | -   |     |     |     |     |     |
| 2    | Markku Alén      | Fiat                          | 47     | -   | -   | 15  | -   | 12  | -   | 20  |     |     |     |     |     |
| 3    | Anders Kulläng   | Opel                          | 40     | 10  | 20  | -   | -   | 10  | -   | -   |     |     |     |     |     |
| 4    | Ari Vatanen      | Ford                          | 35     | -   | -   | -   | -   | 20  | -   | 15  |     |     |     |     |     |
| 4=   | Björn Waldegård  | Fiat, Mercedes-Benz¹          | 35     | 12  | 12  | 10¹ | 1¹  | -   | -   | -   |     |     |     |     |     |
| 6    | Shekhar Mehta    | Datsun                        | 30     | -   | -   | -   | 20  | -   | 10  | -   |     |     |     |     |     |
| 7    | Hannu Mikkola    | Ford, Mercedes-Benz¹          | 25     | -   | 10  | -   | -   | -   | 15¹ | -   |     |     |     |     |     |
| 7=   | Timo Salonen     | Datsun                        | 25     | -   | 4   | -   | -   | 15  | -   | 6   |     |     |     |     |     |
| 9    | Per Eklund       | Volkswagen, Datsun¹, Triumph² | 23     | 8   | 3¹  | -   | -   | -   | -   | 12² |     |     |     |     |     |
| 10   | Björn Johansson  | Opel                          | 18     | -   | 8   | -   | -   | -   | -   | 10  |     |     |     |     |     |
| 11   | Bernard Darniche | Lancia                        | 15     | 15  | -   | -   | -   | -   | -   | -   |     |     |     |     |     |
| 11=  | Stig Blomqvist   | Saab                          | 15     | -   | 15  | -   | -   | -   | -   | -   |     |     |     |     |     |
| 11=  | Rauno Aaltonen   | Datsun                        | 15     | -   | -   | -   | 15  | -   | -   | -   |     |     |     |     |     |
| 14   | Guy Fréquelin    | Talbot                        | 12     | -   | -   | 12  | -   | -   | -   | -   |     |     |     |     |     |
| 14=  | Vic Preston Jr   | Mercedes-Benz                 | 12     | -   | -   | -   | 12  | -   | -   | -   |     |     |     |     |     |
| 14=  | Carlos Reutemann | Fiat                          | 12     | -   | -   | -   | -   | -   | 12  | -   |     |     |     |     |     |
| 14=  | Ove Andersson    | Toyota                        | 12     | -   | -   | 6   | -   | 6   | -   | -   |     |     |     |     |     |
| 18   | Mike Kirkland    | Datsun                        | 10     | -   | -   | -   | 10  | -   | -   | -   |     |     |     |     |     |
| 19   | Ingvar Carlsson  | BMW, Mercedes-Benz¹           | 9      | -   | 1   | 8¹  | -   | -   | -   | -   |     |     |     |     |     |
| 19=  | Attilio Bettega  | Fiat                          | 9      | 6   | -   | -   | -   | 3   | -   | -   |     |     |     |     |     |

### Classement provisoire du championnat d'Europe
- attribution des points : 20, 15, 12, 10, 8, 6, 4, 3, 2, 1 respectivement aux dix premiers de chaque manche, auxquels sont appliqués des coefficients pouvant aller de un à quatre en fonction de l'importance des épreuves.

| Pos. | Pilote             | Marque         | Points |
| ---- | ------------------ | -------------- | ------ |
| 1    | Bernard Béguin     | Porsche        | 286    |
| 2    | Antonio Zanini     | Porsche & Ford | 256    |
| 3    | Adartico Vudafieri | Fiat           | 188    |
| 4    | Ari Vatanen        | Ford           | 180    |
| 5    | Stig Blomqvist     | Saab           | 150    |
| 5=   | Jean Ragnotti      | Renault        | 150    |
| 7    | Holger Bohne       | Mercedes-Benz  | 134    |
| 8    | Anders Kulläng     | Opel           | 128    |
| 9    | Błażej Krupa       | Renault        | 126    |
| 10   | Hannu Mikkola      | Ford           | 120    |
| 10=  | Tony Pond          | Triumph        | 120    |